# Lothar Doering
Lothar Doering (* 23. Oktober 1950 in Potsdam) ist ein deutscher Handballtrainer und ehemaliger -spieler.
Doering, der an der Deutschen Hochschule für Körperkultur studierte, spielte in der DDR-Oberliga für den SC Leipzig wurde mit dem Verein 1976 und 1979 DDR-Meister. In den Spielzeiten 1978/79 sowie 1980/81 war er Oberliga-Torschützenkönig. Mit der DDR-Nationalmannschaft wurde er 1974 Vizeweltmeister und 1980 bei den Olympischen Spielen in Moskau Olympiasieger. In 78 Länderspielen warf der Rückraumspieler 181 Tore.
Nach seiner Laufbahn als Spieler wurde Doering Trainer und trainierte unter anderem die Frauen des SC Leipzig, die Frauen-Handballnationalmannschaft der DDR und die deutsche Nationalmannschaft der Frauen, mit der er 1993 Weltmeister wurde. Außerdem trainierte er die Männermannschaften des SC Magdeburg (Juli 1994 bis Januar 1999) und von Aufbau Altenburg. Magdeburg führte er 1996 zum Sieg im DHB-Pokal sowie zum Gewinn des Supercups.
Doering wurde 1980 mit dem Vaterländischen Verdienstorden in Silber ausgezeichnet.